# Папоротно (Ленінградська область)
Папоротно (рос. Папоротно) — присілок у Волховському районі Ленінградської області Російської Федерації.
Населення становить 155 осіб. Належить до муніципального утворення Паське сільське поселення.

## Історія
Згідно із законом № 56-оз від 6 вересня 2004 року належить до муніципального утворення Паське сільське поселення.

## Населення
| 1838 | 1862 | 1997 | 2007 | 2010 | 2012 | 2017 |
| ---- | ---- | ---- | ---- | ---- | ---- | ---- |
| 9    | ↗26  | ↗180 | ↘151 | ↘118 | ↗143 | ↗155 |